# 1090 Sumida
Az 1090 Sumida (ideiglenes jelöléssel 1928 DG) a Naprendszer kisbolygóövében található aszteroida. Okuro Oikawa fedezte fel 1928. február 20-án.